# Coptops ocellifera
Coptops ocellifera är en skalbaggsart som beskrevs av Stefan von Breuning 1965. Coptops ocellifera ingår i släktet Coptops och familjen långhorningar.
Artens utbredningsområde är Laos. Inga underarter finns listade i Catalogue of Life.